# PDP-8

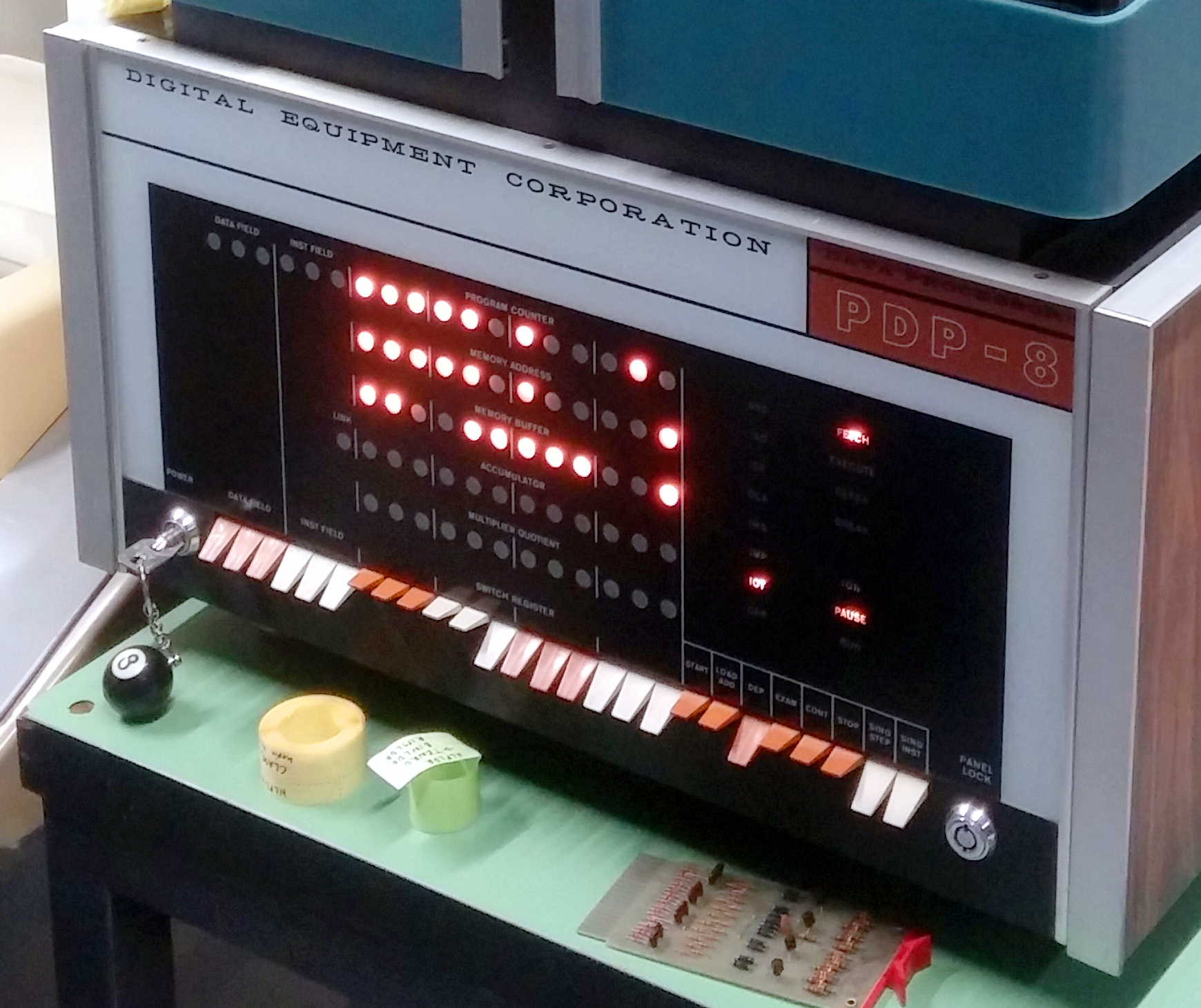
Een "Straight-8" in actie in het Stuttgart Computer Museum

De PDP-8 is een serie 12 bit-minicomputers populair in de jaren zestig en zeventig van de 20ste eeuw. Het was de eerste commercieel succesvolle minicomputer, met meer dan 50.000 verkochte exemplaren gedurende de levensduur van het model. De PDP-8-computers werden ontworpen en geproduceerd door de Amerikaanse computerfabrikant Digital Equipment Corporation (DEC) en waren gebaseerd op de baanbrekende LINC, maar met een kleinere instructieset die een uitgebreide versie was van de PDP-5-instructieset. Vergelijkbare machines van DEC zijn de PDP-12, een gemoderniseerde versie van de PDP-8- en LINC-concepten, en het industriële automatiseringssysteem PDP-14.

## Geschiedenis
Het eerste PDP-8-model, informeel bekend als een "Straight-8", werd geïntroduceerd op 22 maart 1965. Het maakt gebruik van diode-transistorlogica (DTL) verpakt op flip-chipmodules in een machine ter grootte van een kleine koelkast. Het was de eerste computer die voor minder dan US$ 20.000 werd verkocht, waardoor het op dat moment de best verkochte computer in de geschiedenis was.
De Straight-8 werd in 1966 vervangen door de PDP-8/S, die beschikbaar was in desktop- en rackmountmodellen. Door gebruik te maken van een één-bits seriële rekenkundig-logische eenheid (ALU) kon de PDP-8/S kleiner en goedkoper gemaakt worden, hoewel het model beduidend langzamer was dan de originele PDP-8. De CPU van de POP-8/S bestond uit slechts 519 logische poorten. Ter vergelijking: een kleine microcontroller uit 2008 heeft er minstens 15.000. Een PDP-8/S in basisuitvoering werd verkocht voor minder dan US$ 10.000 en ging daarmee als eerste machine onder deze magische grens.
Latere modellen (de PDP-8/I en /L, de PDP-8/E, /F en /M en de PDP-8/A) gebruikten opnieuw een snellere, volledig parallelle implementatie, maar waren voorzien van veel goedkopere transistor-transistorlogica (TTL) MSI-schakelingen. De meeste overgebleven PDP-8-exemplaren dateren uit deze periode. De PDP-8/E is een veelvoorkomend systeem dat populair was omdat er veel soorten I/O-apparaten voor beschikbaar waren.
De laatste commerciële PDP-8-modellen uit 1979 worden "CMOS-8" genoemd omdat ze gebaseerd zijn op CMOS-microprocessoren. Deze VT78- en DECmate-modellen waren echter niet concurrentieel geprijsd en kenden weinig succes. Intersil verkocht de microprocessoren tot 1982 als de Intersil 6100-familie. Dankzij hun CMOS-technologie hadden ze een laag stroomverbruik en werden ze gebruikt in sommige militaire ingebedde systemen.

## Hardware

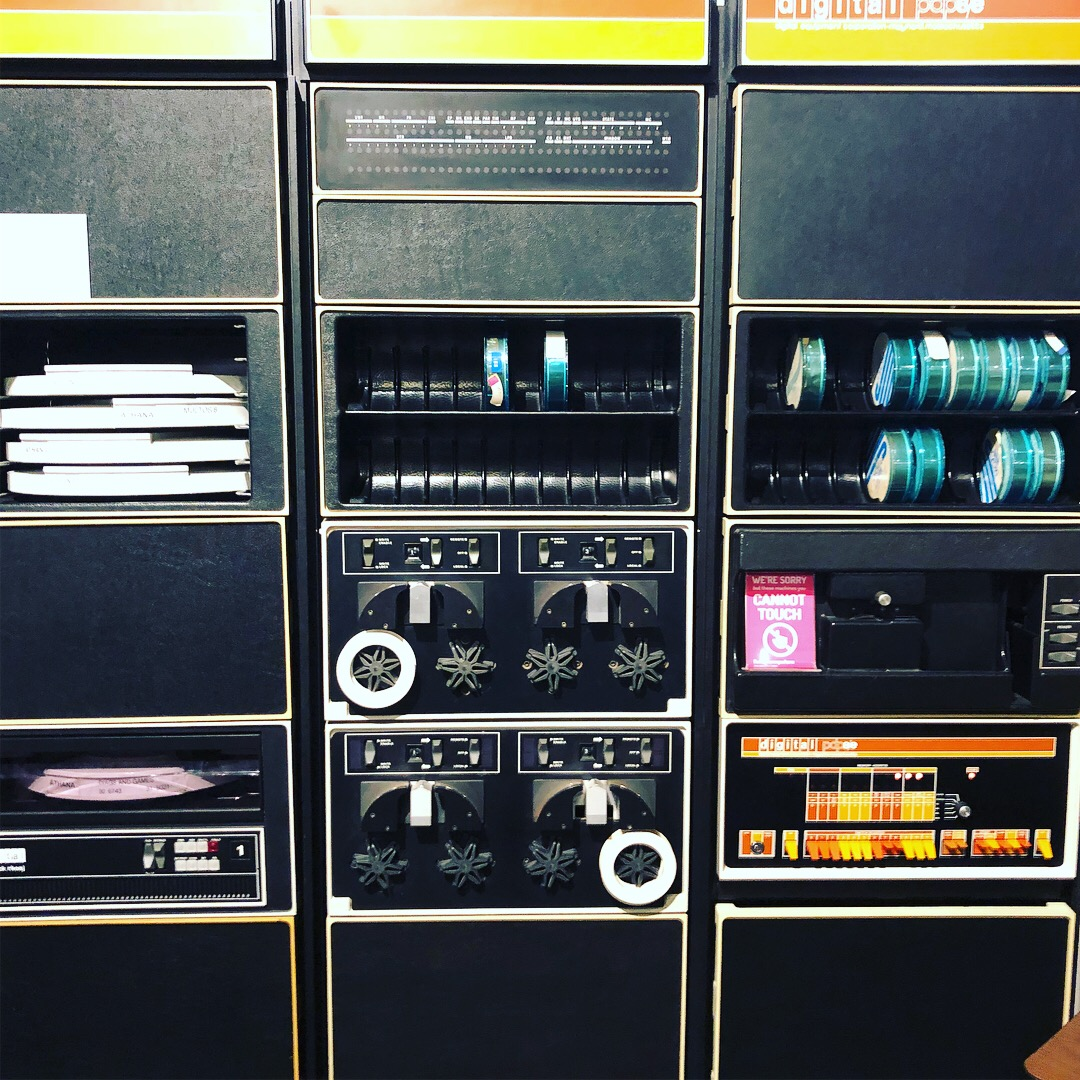
PDP-8/E in het Living Computers Museum in Seattle (Washington)

De PDP-8 gebruikt 12 bits voor zijn woordbreedte en berekeningen (m.a.w. gehele getallen van 0 tot 4095 of van -2048 tot +2047). Berekeningen met grotere getallen kunnen in software uitgevoerd worden. Voor floating point-berekeningen is een interpreter beschikbaar. Afhankelijk van de snelheids- en geheugenbeperkingen kon de PDP-8 berekeningen uitvoeren die vergelijkbaar waren met duurdere computers uit die tijd, zoals verschillende modellen van het IBM Systeem/360, terwijl de koppeling met externe apparaten veel eenvoudiger was.
De geheugenadresruimte is ook 12 bits, dus de basisconfiguratie van de PDP-8 heeft een hoofdgeheugen van 4.096 (212) twaalf-bits woorden, of 6 kB in moderne termen. Een optionele geheugenuitbreidingseenheid kan via bank switching gebruikt worden. Om geld te besparen gebruikte de PDP-8 het hoofdgeheugen ook voor veel doeleinden waarvoor in andere computers duurdere flipflopregisters werden gebruikt.
De PDP-8 werd deels ontworpen om toenmalige telecommunicatie en tekst te verwerken. Zes-bits tekencodering werd destijds veel gebruikt en de twaalf-bits woorden van de PDP-8 kunnen efficiënt twee van zulke tekens opslaan. Daarnaast werd een zes-bits code voor teleprinters, de zogenaamde teletypesetting- of TTS-code, veel gebruikt door de nieuwsdiensten. Een van de eerste toepassingen voor de PDP-8 was het verwerken van tekst met behulp van deze code.
De PDP-8/E uit 1970 is een groter model met meer mogelijkheden, dat herontworpen werd om de efficiëntie te verbeteren en de prijs te drukken. De PDP-8/E gebruikte snellere transistor-transistorlogica, in geïntegreerde schakelingen. Het kerngeheugen werd opnieuw ontworpen. Uitbreidingen waren goedkoper omdat het model uitgerust is met de OMNIBUS in plaats van een wire-wrap backplane zoals eerdere PDP-8-modellen.

## Software
Vroege PDP-8-systemen werden geleverd zonder vooraf geïnstalleerde software. Elke keer dat de computer opgestart werd, voerde de gebruiker handmatig instructies in met behulp van een reeks van 12 tuimelschakelaars. Meestal waren deze instructies een bootstrap-loader om een programma te lezen van de ponsbandlezer. Programmaontwikkeling kon vervolgens worden voortgezet met behulp van ponsband. Er waren een aantal ponsbandversies van programmeertalen beschikbaar, waaronder de FOCAL-interpreter van DEC en een 4K FORTRAN-compiler en -runtime.
Tegen het einde van het PDP-8-tijdperk waren er besturingssystemen zoals OS/8 en COS-310 met een command-line interface, een lijngebaseerde teksteditor en compilers voor talen zoals de PAL-III assembleertaal, FORTRAN, BASIC en DIBOL (DEC's versie van COBOL).
Er waren tamelijk moderne realtimebesturingssystemen (RTOS) en multi-usersystemen met preëmptieve multitasking beschikbaar: RTS-8 was een RTOS, COS-300 en COS-310 waren commerciële multi-usersystemen en WPS-8 was een single-usertekstverwerkingssysteem. Het TSS-8 timesharingsysteem liet meerdere gebruikers toe om in te loggen op het systeem via 110-baud terminals en programma's te bewerken, compileren en debuggen.

## Zie ook

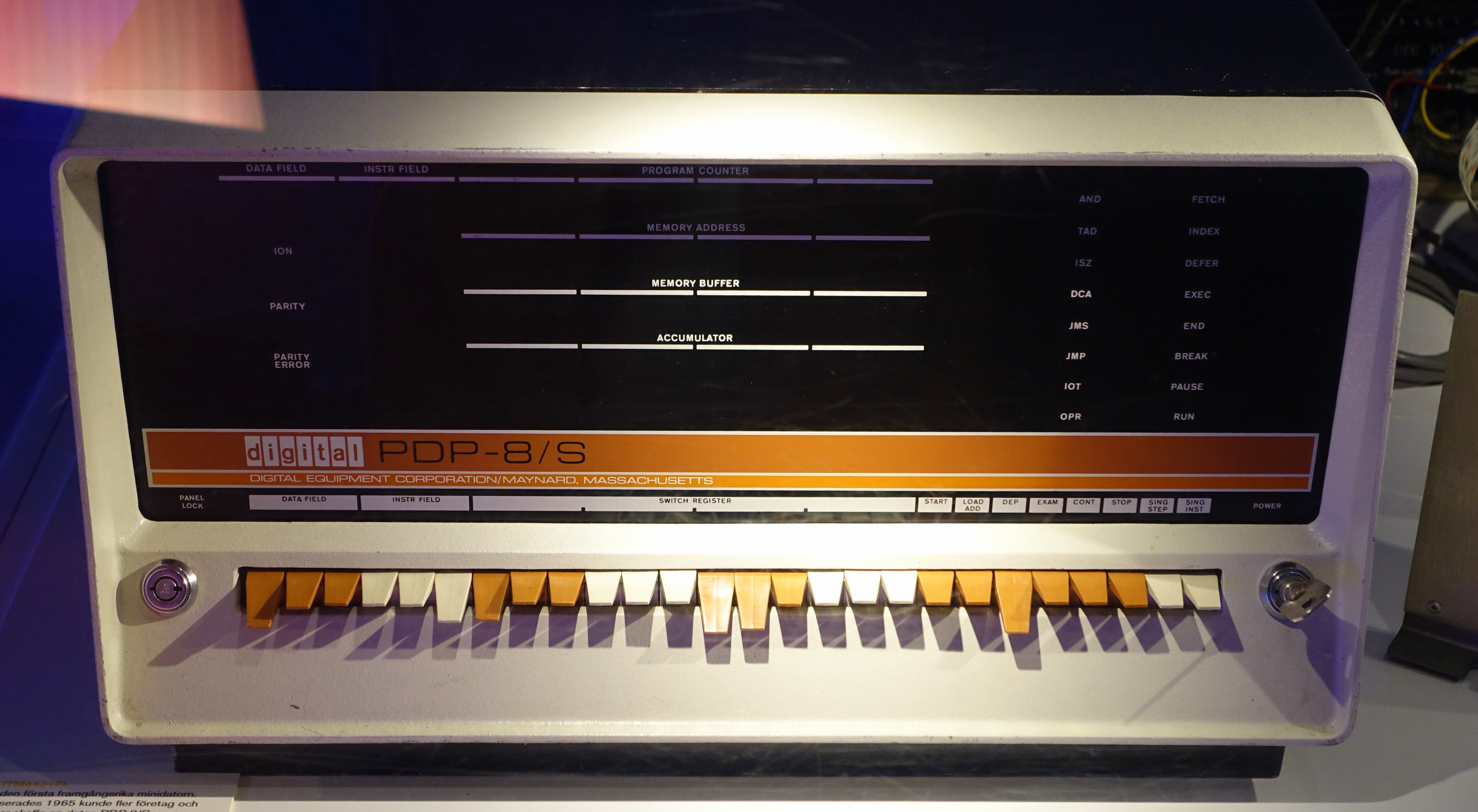
PDP-8/S frontpaneel
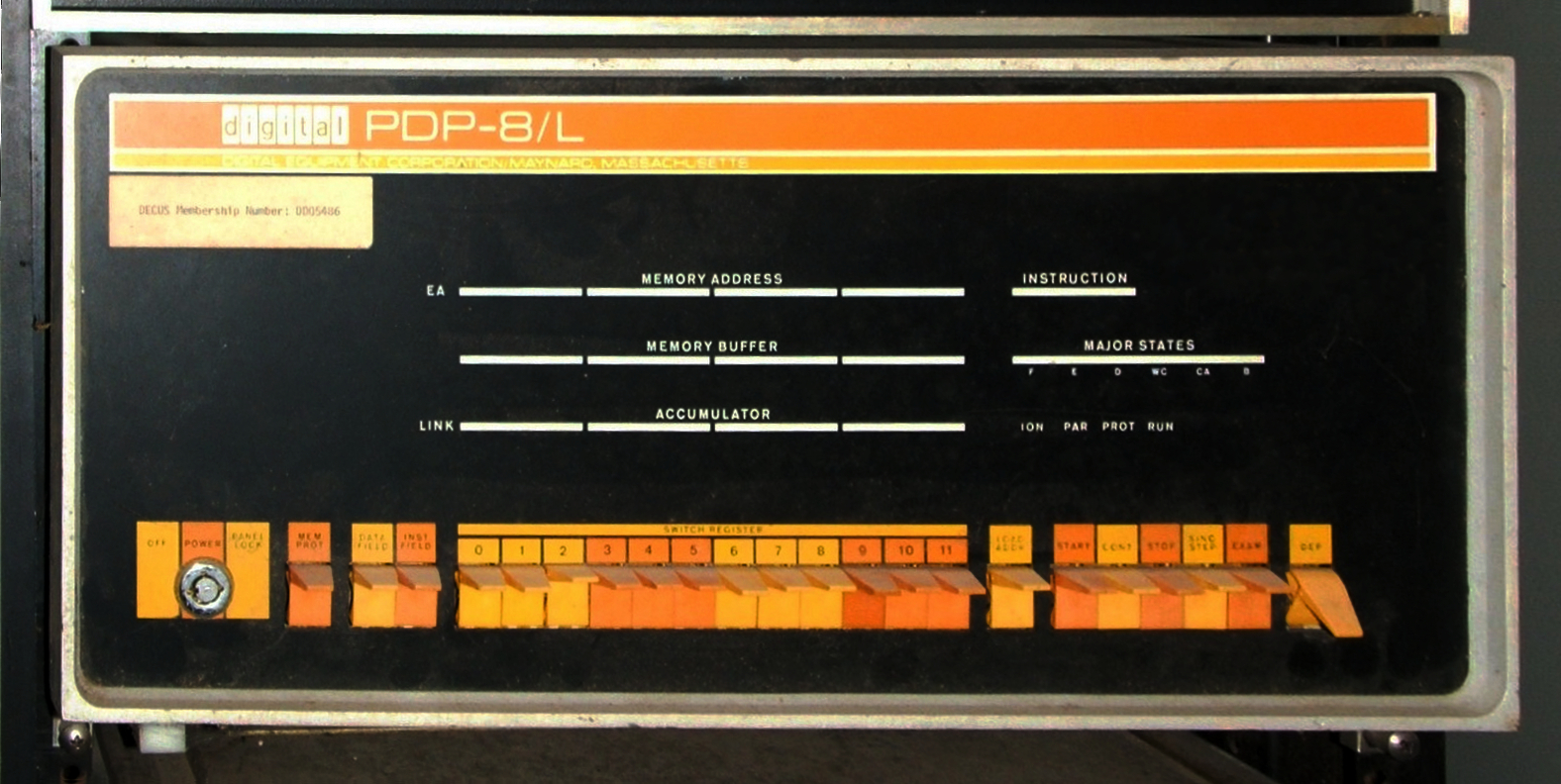
PDP-8/L frontpaneel
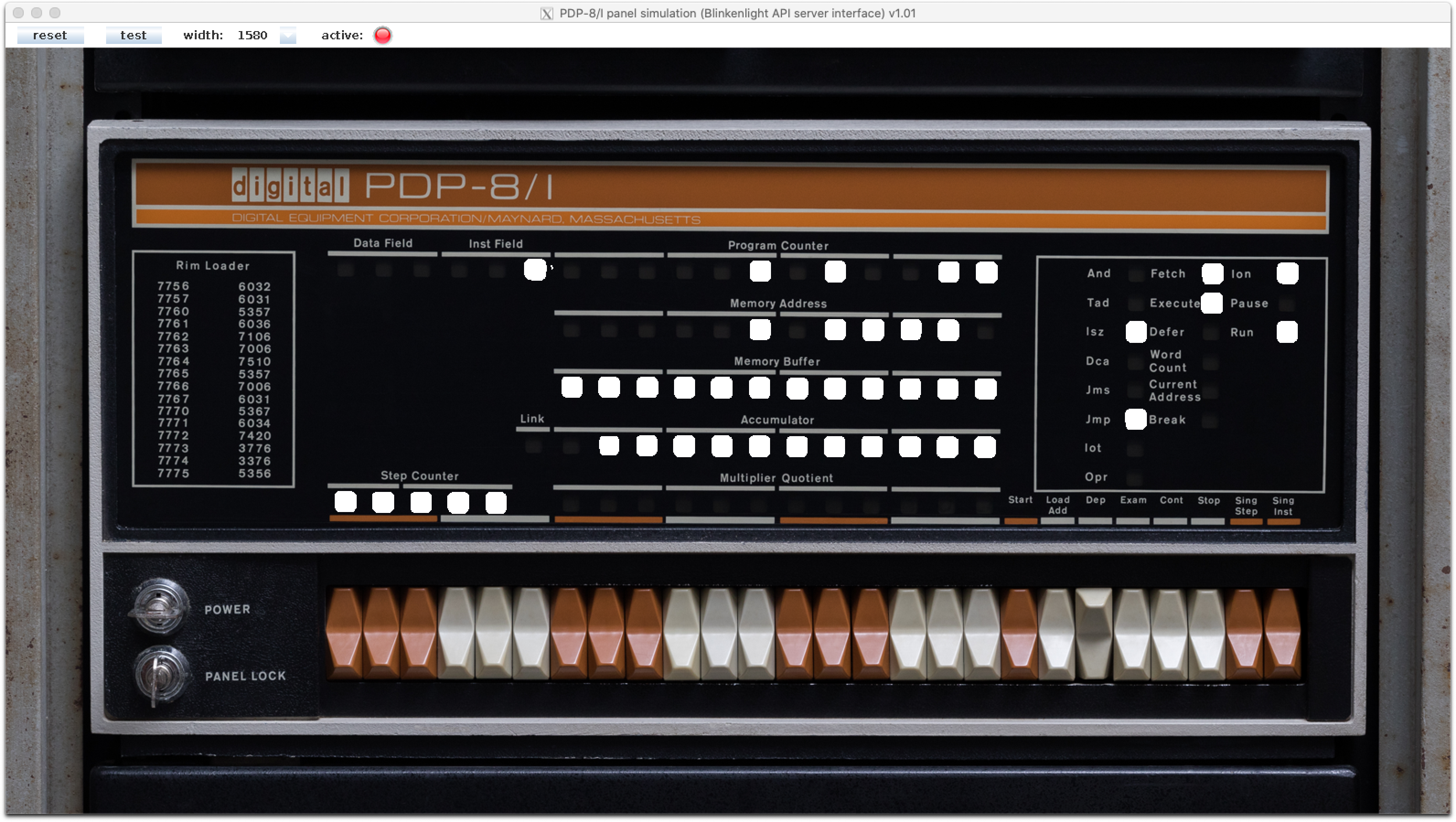
PDP-8/I frontpaneel
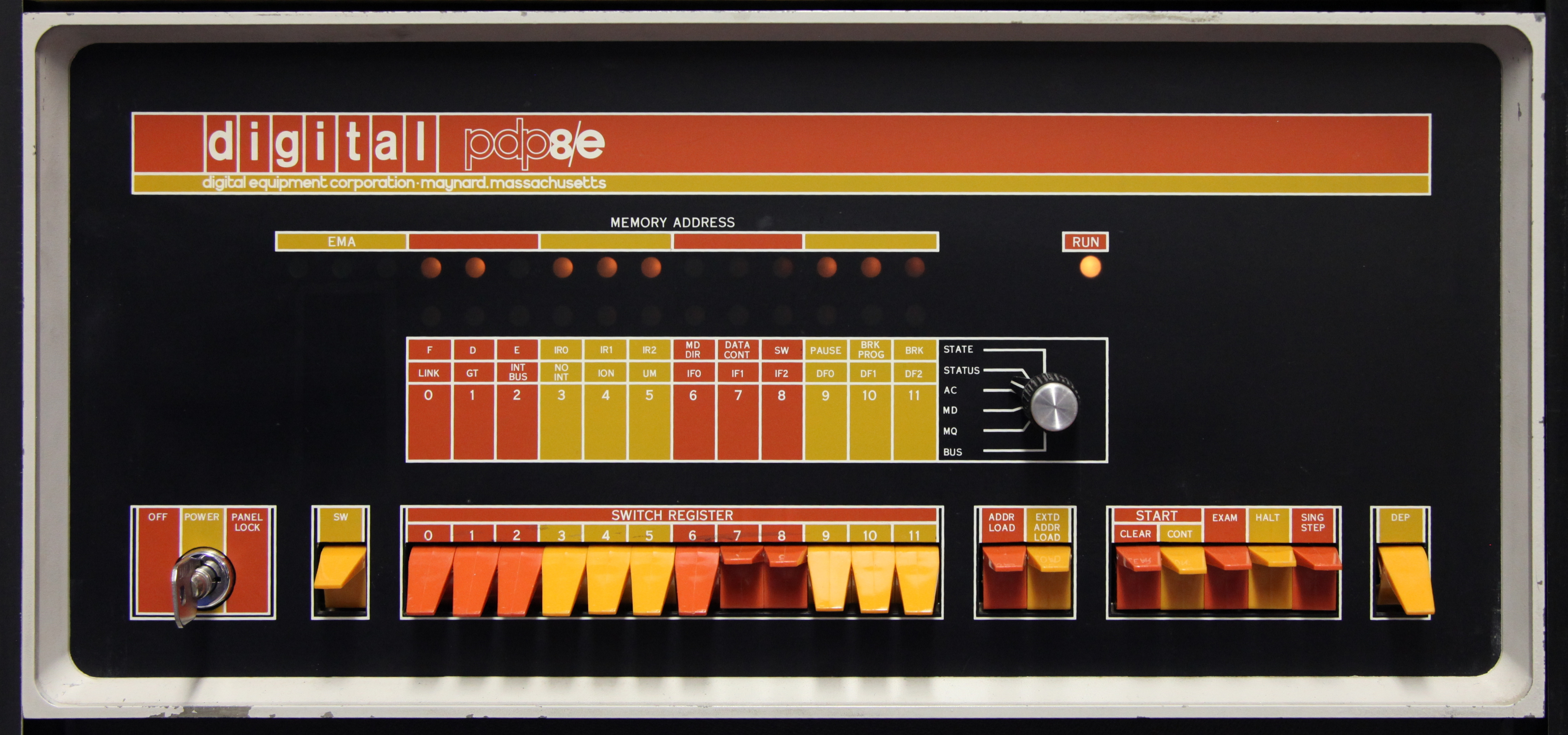
PDP-8/E frontpaneel
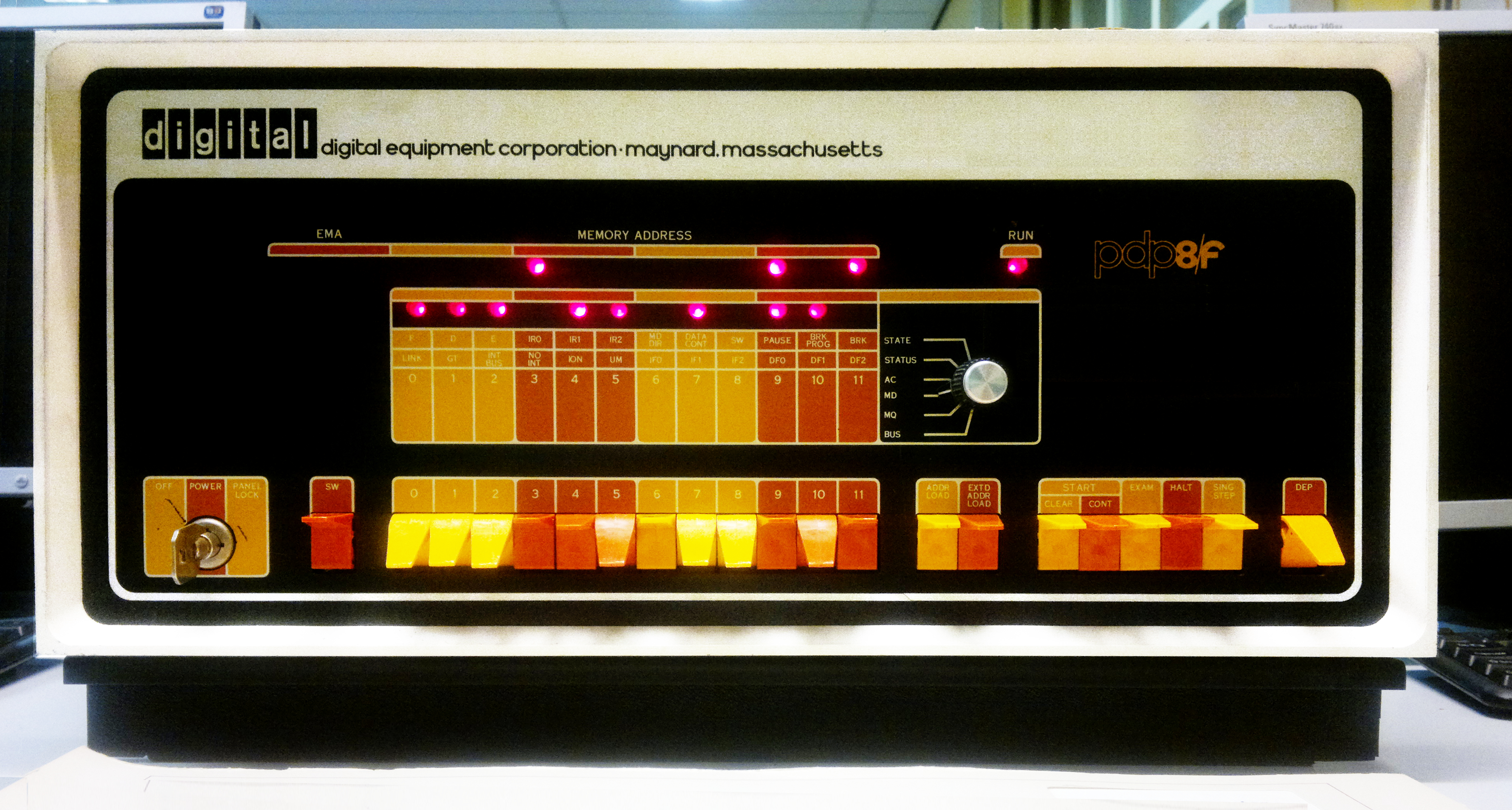
PDP-8/F frontpaneel
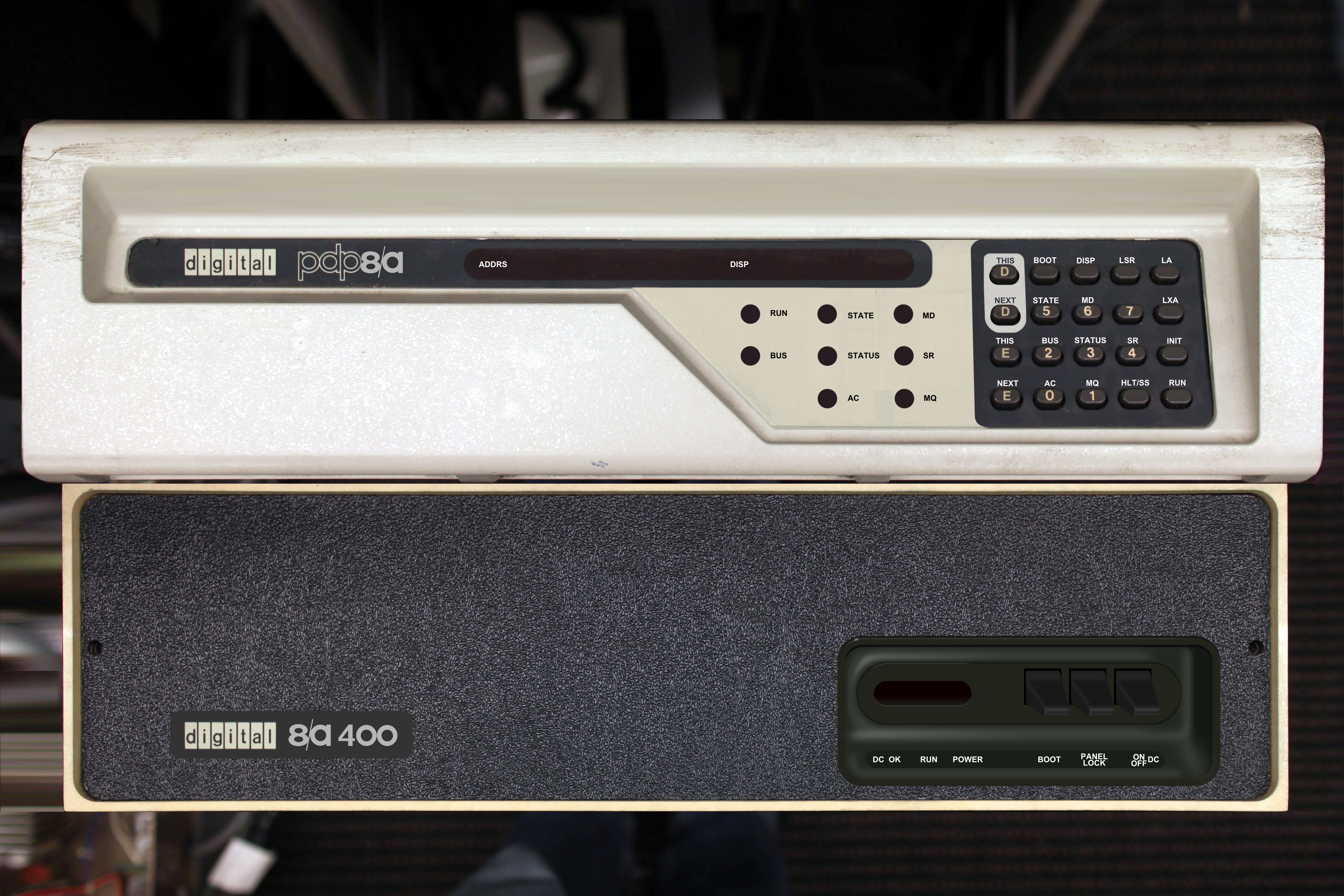
PDP-8/A 400 frontpaneel

## PDP-8-modellen
| Model   | Opmerkingen                                                                    | Jaar      | Kostprijs  | Aantal | Gewicht |
| ------- | ------------------------------------------------------------------------------ | --------- | ---------- | ------ | ------- |
| PDP-8   | Op basis van DTL, gebruikt ook enkele hybride IC's                             | 1965-1968 | US$ 18.000 | 1450   | 113 kg  |
| LINC-8  | Kan zowel LINC-code als PDP-8-code uitvoeren                                   | 1966-1969 | US$ 38.500 | 142    |         |
| PDP-8/S | Goedkopere seriële versie van de PDP-8                                         | 1966-1970 | US$ 10.000 | 1024   | 38 kg   |
| PDP-8/I | Eerste PDP-8 op basis van uitsluitend standaard TTL IC's                       | 1968-1971 | US$ 12.800 | 3698   | 110 kg  |
| PDP-8/L | Goedkopere versie van de PDP-8/I                                               | 1968-1971 | US$ 8.500  | 3902   | 36 kg   |
| PDP-12  | PDP-8/I met ondersteuning voor LINC-instructies (ter vervanging van de LINC-8) | 1969-1973 | US$ 27.900 | 755    | 270 kg  |
| PDP-8/E | Minder en grotere printplaten om de prijs en de efficiëntie te verbeteren      | 1970-1978 | US$ 6.500  |        | 40,9 kg |
| PDP-8/F | Goedkopere versie van de PDP-8/E                                               | 1972-1978 |            |        | 25,9 kg |
| PDP-8/M | Een OEM PDP-8/F met een ander frontpaneel                                      | 1972-1978 | US$ 5.000  |        | 25,9 kg |
| PDP-8/A | Dankzij LSI past de CPU op één printplaat                                      | 1974-1984 | US$ 1.835  |        | 25 kg   |

## PDP-8-processoren
| CPU           | Opmerkingen                                                                                | Jaar |
| ------------- | ------------------------------------------------------------------------------------------ | ---- |
| Intersil 6100 | PDP-8-compatibele microprocessor op één chip (gebruikt in de VT78)                         | 1975 |
| Harris 6120   | CMOS PDP-8-compatibele microprocessor op één chip (gebruikt in de DECmate-tekstverwerkers) | 1976 |